# Седрік Менса
Седрік Менса (фр. Cédric Mensah, нар. 6 березня 1989, Марсель) — тоголезький футболіст, воротар клубу «Ле-Ман».
Виступав, зокрема, за клуби «Париж», «Олімпік-2» (Марсель) та «Кольмар», а також національну збірну Того.

## Клубна кар'єра
Розпочинав свої виступи в нижчолігових футбольних клубах Марселя «ЖС Арменьєнн Сен-Антуан», «СА Сен-Антуан», «СО Кайллоло» та  «УС Марсель Ендум». В 14 років перейшов до «Жиронден де Бордо» й в сезоні 2006/07 років провів одну гру як запасний воротар. В липні 2007 року залишив «Бордо» та підписав контракт з резервною командою «Лілля», а вже 3 серпня 2008 року підписав контракт з ФК «Париж». В своєму першому сезоні в складі ФК «Париж» зіграв лише 2 матчі. 15 жовтня 2009 року розірвав контракт з ФК «Париж». Після року, проведеного без клубу, підписав контракт з марсельським «Олімпіком», але виступав у складі «Олімпіка-2». Своїми виступами допоміг клубу повернутися до аматорського національного чемпіонату Франції. Проте в клубі розпочали політику залучення до складу вихованців власної клубної академії, в зв'язку з чим вирішили не продовжувати контракт з Седріком, тому по завершенні сезону 2011/12 років він залишив клуб на правах вільного агента. Проте вже в вересні 2012 року підписує новий контракт з марсельським «Олімпіком».
З 2013 року три сезони захищав кольори команди клубу «Кольмар». Більшість часу, проведеного у складі «Кольмара», був основним голкіпером команди.
До складу клубу «Ле-Ман» приєднався 2016 року. Відтоді встиг відіграти за команду з Ле-Мана 9 матчів в національному чемпіонаті.

## Виступи за збірну
1 червня 2008 року дебютував у складі національної збірної Того в матчі кваліфікації до Чемпіонату світу з футболу 2010 року проти збірної Замбії. Наразі провів у формі головної команди країни 16 матчів.
У складі збірної був учасником Кубка африканських націй 2017 року у Габоні.